# Austrian Power Grid
Die Austrian Power Grid AG (APG) mit Sitz in Wien ist der Betreiber des Übertragungsnetzes Österreichs. Das Netz umfasst das Hochspannungsnetz mit den Spannungsebenen 380 kV mit dem 380-kV-Hochspannungsring, 220 kV und 110 kV sowie mehrere Umspannwerke und Netzschaltanlagen. Die Austrian Power Grid ist eine 100-prozentige Tochtergesellschaft der Verbund AG.

## Hintergrund und Netz
Das Netzgebiet der Austrian Power Grid bildet eine eigenständige Regelzone im zusammengeschalteten kontinentaleuropäischen Stromnetz. Die Hauptschaltleitung befindet sich im 10. Wiener Gemeindebezirk, gleich neben dem Umspannwerk Wien-Südost. An die APG-Regelzone sind mittels Kooperationsvereinbarung auch die Netze in Tirol und Vorarlberg angeschlossen; damit umfasst die Regelzone der APG alle Bundesländer Österreichs, ausgenommen ein Korridor in Vorarlberg, der zum deutschen Regelblock gehört. Auslöser der Kooperation ist das dritte Energiemarkt-Liberalisierungspaket (2009) der EU, welches für Übertragungsnetzbetreiber die Entflechtung von ihrer Muttergesellschaft vorschreibt, was für kleine Netze hohe Kosten verursacht. Die Austrian Power Grid AG ist vom Verbund-Konzern entflochten.
Mit einer Trassenlänge von 3.430 km und darauf verlaufenden Leitungen mit einer Gesamtlänge von 6.965 km ist das Übertragungsnetz der Austrian Power Grid von entscheidender Bedeutung für die österreichische Stromversorgung.
Aktuell (Geschäftsjahr 2020) weist das APG-Hochspannungsnetz folgenden Umfang auf:
| Spannungsebene [kV] | Systemlänge [km] |
| ------------------- | ---------------- |
| 380                 | 2.583            |
| 220                 | 3.206            |
| 110                 | 1.176            |

Siehe auch: 380-kV-Hochspannungsring
Von 2014 bis 2018 war Ulrike Baumgartner-Gabitzer Vorstandsvorsitzende.

### Netze anderer Betreiber
In ganz Österreich verläuft auch ein Bahnstromnetz der ÖBB.
Die Landesenergieversorger der 9 Bundesländer betreiben Verteilleitungen hinauf zumindest bis zur Spannungsebene 110 kV. Freileitungstrassen werden mitunter geteilt, also gemeinsam mit dem APG betrieben. So entsteht die Mittelburgenland-Leitung (Umspannwerk Oberpullendorf – UW Rotenturm) ab 2023 auf 3/4 ihrer Länge auf der Trasse des bestehenden 380-kV-Hochspannungsrings der APG – jedoch auf eigenen Masten.
Ein Korridor besteht in Vorarlberg.

## Bauvorhaben

### Erneuerung der Ennstalleitung (bis 2027)
Die aus 1949 stammende 70 km lange Ennstalleitung (220 kV) verläuft von Weißenbach bei Liezen in der Steiermark bis Wagrain in Salzburg. Sie soll in den Jahren 2025 bis 2027 völlig erneuert werden. Statt eines einzelnen Leiterseils pro Pol sollen Zweierbündel zum Einsatz kommen. Damit steigt die Stromaufnahmefähigkeit etwa auf das Doppelte, und es werden Koronaverluste reduziert. Masten werden um bis zu 10 m erhöht, um Abstände insbesondere zu Wohnbauten und Durchfahrtshöhen für landwirtschaftliches Gerät zu vergrößern. Kritik an dieser Erneuerung zielt darauf, dass die Trassenführung nicht geändert wird und sie eigentlich gemäß den aktuell gültigen Richtlinien neu projektiert werden sollte.